# Puerto Plata
Puerto Plata es un municipio de la República Dominicana, ubicado en la provincia del mismo nombre. Es una de las ciudades con mayor población en la región norte del país. Además, un porcentaje significativo de sus habitantes utiliza el inglés como segundo idioma, especialmente en el ámbito laboral, debido a la presencia del turismo y otras actividades económicas que favorecen el bilingüismo.
Es una de las ciudades con mayor actividad turística del país, donde la hostelería y los servicios turísticos representan una importante fuente de empleo. Cuenta con dos puertos de cruceros de gran capacidad, permitiendo la llegada simultánea de varias embarcaciones. Además, posee un puerto comercial relevante para la región norte de la República Dominicana y destaca por su conservación de la arquitectura de estilo victoriano en su centro histórico, el cual atrae a numerosos visitantes cada año.

## Localización
Puerto Plata es la comunidad cabecera de la provincia Puerto Plata y está ubicada entre la Loma Isabel de Torres y el océano Atlántico.

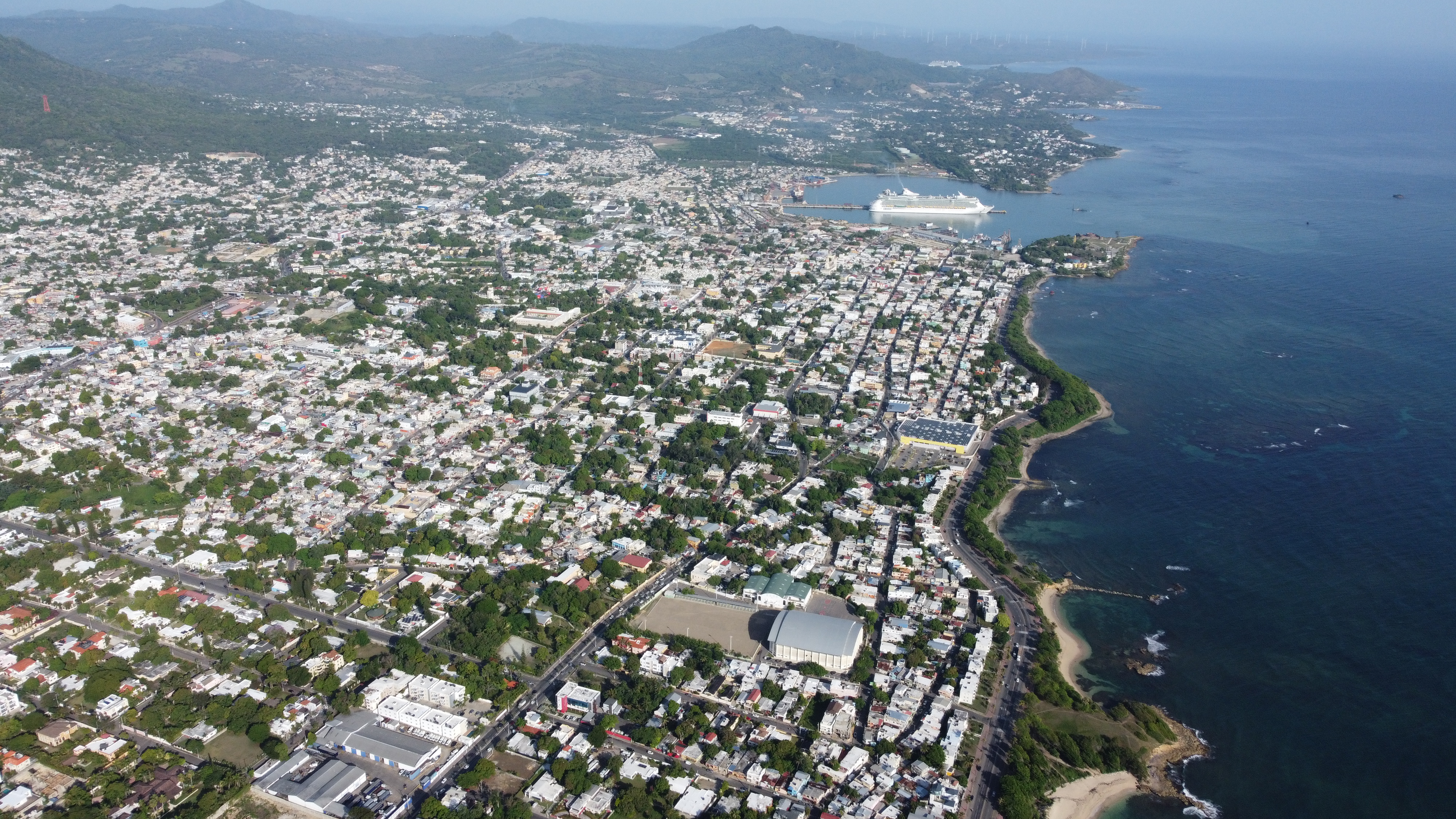
vista aérea de la ciudad

## Toponimia
El Almirante Cristóbal Colón, en su primer viaje, dio el nombre de Monte de Plata a la hoy llamada Montaña Isabel de Torres, debido a que en la vegetación de todo el litoral norte y costero hay un árbol de nombre grayumbo. Al ser esta una zona húmeda, esta especie de planta como reacción a la humedad redobla su follaje verde, mostrando su bello color plata intenso, mientras que el sol a su vez reflejaba en esta montaña, haciéndola brillar, la misma mostraba su gran esplendor plateado. Como bien se sabe, esta montaña es su altar, generalmente en la cima hay neblinas que la hacen más húmeda aún; por ello, en la falda de la montaña, a la orilla del mar, el puerto se denominó Puerto de Plata. Un siglo y medio después, el uso cotidiano le fue dando el nombre actual de Puerto Plata.

## Límites
Municipios limítrofes:
|                                   | Norte: Luperón y Océano Atlántico                |                                      |
| Oeste: Luperón, Imbert y Altamira |                                                  | Este: Villa Montellano, Sosúa y Moca |
|                                   | Sur: Santiago de los Caballeros, Tamboril y Moca |                                      |

## Distritos municipales
Está formado por los distritos municipales de:
| Nombre        | Código   |
| ------------- | -------- |
| Puerto Plata  | 01180101 |
| Yásica Arriba | 01180102 |
| Maimón        | 01180103 |

## Historia
La ciudad fue diseñada en 1496 por los hermanos Cristóbal y Bartolomé Colón; fue fundada en 1502 por Fray Nicolás de Ovando. 
En su primera etapa de Colonia Española, fue considerada el principal puerto marítimo y comercial de la isla.
Alrededor de 1555 Puerto Plata había perdido importancia y se convirtió en uno de los lugares de las Antillas en donde los piratas y los filibusteros del Caribe practicaban el contrabando. En las Devastaciones de Osorio, la ciudad fue destruida Intencionadamente en 1606 por el gobierno de Antonio de Osorio, para evitar el avance de la piratería inglesa y holandesa, que la tomaban como base para el norte del Atlántico. Su renacimiento tuvo lugar cerca de 1740, gracias a familias españolas originarias de las Canarias que eran en su mayoría agricultores. El puerto recobró su importancia, que mantiene hasta hoy.
De 1822 a 1844 la ciudad estuvo bajo dominio haitiano. A partir de la independencia en 1844, empieza el periodo republicano y la ciudad recobra su auge comercial y marítimo. 
Durante el gobierno del general Gregorio Luperón, el municipio se convirtió en la capital de la República Dominicana; la sede del gobierno estuvo en el edificio donde actualmente está el Ayuntamiento Municipal.
La ciudad creció bajo la influencia social y cultural de la inmigración europea, lo que le dio una fisonomía diferente a las demás ciudades del país. 
En 1863, durante el periodo de la Guerra Restauradora, la ciudad fue consumida totalmente por incendio. A partir de 1865 se inició la construcción de la actual ciudad de Puerto Plata. A mediados del siglo XIX, bajo la influencia de la Arquitectura Victoriana, considerada la más avanzada de su época, la ciudad de Puerto Plata adquirió gran importancia en lo económico, marítimo, social y cultural.

## Hidrografía
Entre los ríos más importantes que fluyen por el municipio están Camú, San Marcos, Corozo, Muñoz, Maimón, El Violón Los Mameyes, San Piñé y Río Seco, así como los arroyos Fú, Blanco, Caballo, Culebra y San Cristóbal; además, hay un sinnúmero de cañadas y lagunas.

## Geografía
Su topografía es escalonada, presentando la ciudad una vista casi completa desde el puerto.
Fundada en una pequeña bahía que cuenta con buen abrigo, es la ciudad más grande del litoral norte, siendo la primera en superficie, con 562.000,93 km². 
La Montaña o Loma Isabel de Torres está situada a unos 5 kilómetros al suroeste de la ciudad. Geográficamente forma parte de la Cordillera Septentrional, alcanzando una altura máxima de 855 m s. n. m. Cubre aproximadamente 20 km² y su zona tiene como vía principal de acceso la carretera Don José Ginebra que, saliendo de la ciudad, sigue la dirección oeste pasando por los poblados San Marcos, Piedra Candela y el Cruce, llegando a un tramo pavimentado que sigue la dirección sureste y que lleva directamente hasta la cima, permitiendo el acceso al parque nacional Isabel de Torres, declarado “Monumento Natural”, en donde se encuentra la subestación del Jardín Botánico Nacional "Dr. Rafael María Moscoso".

### Clima
Puerto Plata posee un clima tropical monzonico Am con influencias mediterráneas con veranos calientes y secos, e inviernos muy húmedos y cálidos, debido a su ubicación tropical y a los frentes fríos del invierno que le dan a su clima características mediterráneas.

### Religión
Religión oficial: Predomina la religión católica. También tienen vigencia otras religiones,como la metodista wesleyana, la protestante y la judía
| Parámetros climáticos promedio de Puerto Plata (Aeropuerto) | Parámetros climáticos promedio de Puerto Plata (Aeropuerto) | Parámetros climáticos promedio de Puerto Plata (Aeropuerto) | Parámetros climáticos promedio de Puerto Plata (Aeropuerto) | Parámetros climáticos promedio de Puerto Plata (Aeropuerto) | Parámetros climáticos promedio de Puerto Plata (Aeropuerto) | Parámetros climáticos promedio de Puerto Plata (Aeropuerto) | Parámetros climáticos promedio de Puerto Plata (Aeropuerto) | Parámetros climáticos promedio de Puerto Plata (Aeropuerto) | Parámetros climáticos promedio de Puerto Plata (Aeropuerto) | Parámetros climáticos promedio de Puerto Plata (Aeropuerto) | Parámetros climáticos promedio de Puerto Plata (Aeropuerto) | Parámetros climáticos promedio de Puerto Plata (Aeropuerto) | Parámetros climáticos promedio de Puerto Plata (Aeropuerto) |
| Mes                                                         | Ene.                                                        | Feb.                                                        | Mar.                                                        | Abr.                                                        | May.                                                        | Jun.                                                        | Jul.                                                        | Ago.                                                        | Sep.                                                        | Oct.                                                        | Nov.                                                        | Dic.                                                        | Anual                                                       |
| ----------------------------------------------------------- | ----------------------------------------------------------- | ----------------------------------------------------------- | ----------------------------------------------------------- | ----------------------------------------------------------- | ----------------------------------------------------------- | ----------------------------------------------------------- | ----------------------------------------------------------- | ----------------------------------------------------------- | ----------------------------------------------------------- | ----------------------------------------------------------- | ----------------------------------------------------------- | ----------------------------------------------------------- | ----------------------------------------------------------- |
| Temp. máx. abs. (°C)                                        | 32.5                                                        | 33.3                                                        | 33.9                                                        | 34.6                                                        | 35.0                                                        | 36.7                                                        | 37.8                                                        | 37.8                                                        | 40.0                                                        | 35.6                                                        | 34.4                                                        | 32.5                                                        | 40.0                                                        |
| Temp. máx. media (°C)                                       | 28.9                                                        | 29.6                                                        | 29.4                                                        | 29.3                                                        | 31.2                                                        | 32.3                                                        | 32.6                                                        | 32.6                                                        | 32.7                                                        | 32.3                                                        | 30.6                                                        | 29.1                                                        | 30.9                                                        |
| Temp. media (°C)                                            | 22.2                                                        | 23.1                                                        | 23.6                                                        | 25.6                                                        | 25.6                                                        | 26.3                                                        | 26.9                                                        | 27.8                                                        | 27.7                                                        | 25.2                                                        | 23.9                                                        | 23.6                                                        | 25.1                                                        |
| Temp. mín. media (°C)                                       | 16.5                                                        | 17.3                                                        | 17.8                                                        | 19.9                                                        | 20.0                                                        | 20.3                                                        | 21.1                                                        | 21.9                                                        | 20.7                                                        | 18.1                                                        | 17.1                                                        | 18.1                                                        | 19.1                                                        |
| Temp. mín. abs. (°C)                                        | 9.4                                                         | 10.0                                                        | 11.6                                                        | 12.2                                                        | 14.4                                                        | 15.0                                                        | 13.3                                                        | 15.6                                                        | 16.1                                                        | 14.6                                                        | 13.4                                                        | 12.2                                                        | 9.4                                                         |
| Lluvias (mm)                                                | 175.3                                                       | 140.0                                                       | 128.7                                                       | 115.1                                                       | 129.0                                                       | 51.0                                                        | 69.8                                                        | 66.7                                                        | 63.7                                                        | 111.0                                                       | 228.5                                                       | 231.8                                                       | 1510.6                                                      |
| Días de lluvias (≥ )                                        | 12                                                          |                                                             |                                                             | 10                                                          | 11                                                          | 6                                                           |                                                             | 7                                                           | 7                                                           |                                                             |                                                             |                                                             | 53                                                          |
| Fuente:                                                     |                                                             |                                                             |                                                             |                                                             |                                                             |                                                             |                                                             |                                                             |                                                             |                                                             |                                                             |                                                             |                                                             |

## Economía
El municipio basa su economía en las actividades agropecuarias, industriales y turísticas, que representan sus principales fuentes de ingreso. Además, sectores como la actividad portuaria, la artesanía, la pesca y el comercio de textiles y calzado contribuyen al sustento de una parte de la población. En particular, el puerto juega un papel importante en la economía tanto a nivel provincial como nacional. 
Además de su muelle antiguo, cuenta con un espigón destinado al manejo de buques de carga general y de pasajeros. A través de este, se exportan diversos productos, desde agrícolas hasta manufacturados en las zonas francas de la región. Dispone de áreas para carga y descarga, así como de dos remolcadores. Gran parte de las operaciones comerciales se llevan a cabo en el muelle más reciente.

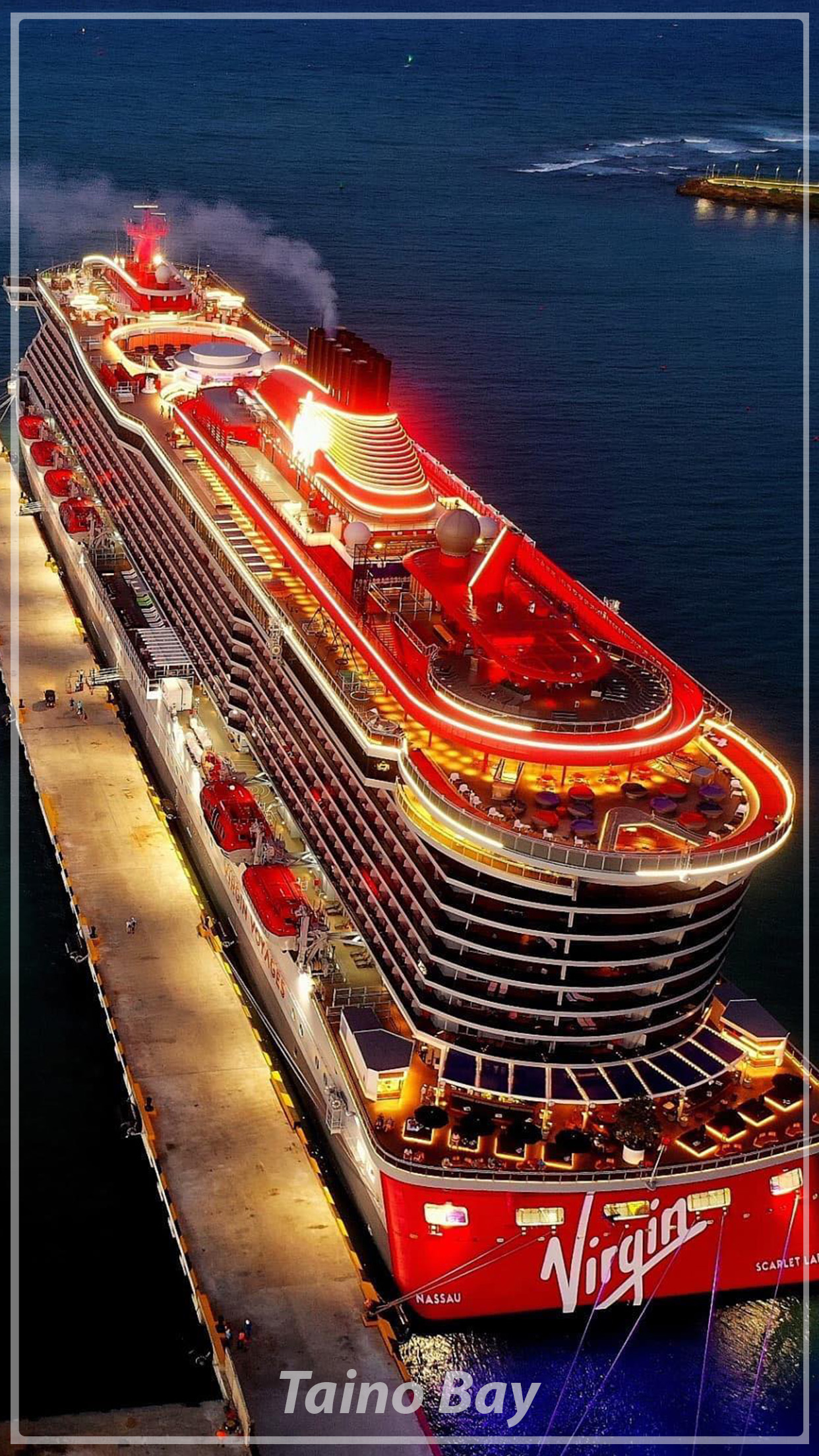
[https://travelerd.net/en/puerto-turistico-taino-bay Puerto Turístico Taino Bay

Actualmente, Puerto Plata es una de las ciudades con mayor afluencia turística en el país, recibiendo visitantes nacionales e internacionales, así como cruceristas. Su oferta turística incluye un centro histórico de relevancia, el único teleférico turístico del Caribe, las 27 cascadas de Damajagua y diversas actividades acuáticas y de montaña, favorecidas por su ubicación entre el mar y las montañas. Su entorno natural se caracteriza por un paisaje verde durante todo el año y un clima templado. 
La ciudad cuenta con calles estrechas y un paisaje costero, además de una infraestructura turística que incluye hoteles en el centro y en distintos complejos. Dispone del Aeropuerto Internacional "General Gregorio Luperón", el cuarto con más tráfico en el país, así como dos puertos turísticos de gran actividad en la llegada de cruceros. Además, ofrece centros comerciales, culturales y deportivos, espacios de entretenimiento, restaurantes, áreas recreativas, supermercados, cines, iglesias, bancos, industrias, una zona franca y diversas oficinas públicas y privadas.

#### Montaña Isabel de Torres

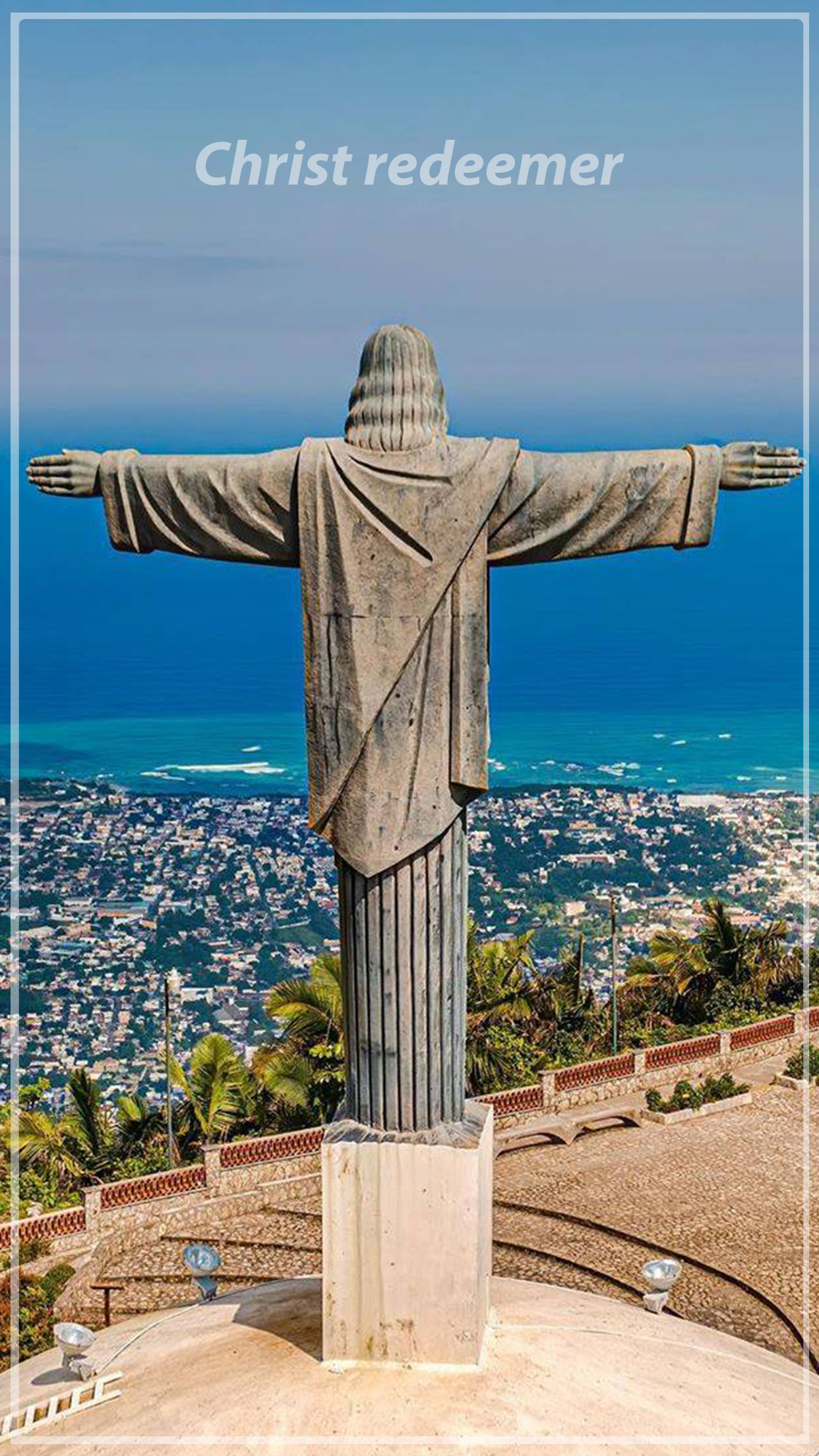
Cristo Redentor

Hacia el sur de la ciudad de Puerto Plata, en la cima de la montaña, que alcanza una altura de 855 m (2805 pies) sobre el nivel del mar, hay una estatua de Cristo Redentor, similar a la del Cerro de Corcovado en Río de Janeiro. La estatua mide 16 metros de altura. En el año 1970, en la Montaña “Isabel de Torres”, en lo alto de la fortaleza, se instaló “El Cristo Redentor”, con miras a un mayor atractivo turístico. En junio de 1971, se comenzó la carretera de El Cupey hacia la cima de la montaña y fue construida con la finalidad de facilitar y ayudar a movilizar las maquinarias o equipos destinados a la construcción del Teleférico.
Puerto Plata City Guide

#### Viaje a la estatua de Cristo Redentor en funicular
El funicular de la Montaña Isabel de Torres, comúnmente conocido como "El Teleférico", fue inaugurado en 1975 y diseñado en Italia. Su cabina tiene capacidad para 17 personas y cuenta con paredes de vidrio protegido que permiten una vista panorámica de la ciudad. El recorrido hasta la cima de la montaña dura aproximadamente 8 minutos y funciona mediante un sistema hidráulico eléctrico, operado desde una central ubicada en la estación base.
Este trayecto ofrece una experiencia única para los visitantes, quienes pueden apreciar el paisaje y la diversidad de la flora local. En la cima, hay tiendas de recuerdos y un restaurante que ofrece comida tradicional dominicana. La administración del teleférico está a cargo de un patronato que garantiza su mantenimiento y conservación para el disfrute de quienes lo visitan.

## Transporte
En Puerto Plata hay diversos medios de transporte, principalmente:

AIGL - Aeropuerto Internacional Gregorio Luperon 

### Los motoconchos
Son motocicletas que llevan uno o dos pasajeros.

Carros de concho
Estos tienen diferentes rutas a través de la ciudad y en otros municipios. Dentro de las rutas en la ciudad existen:  la ruta J-C (Javillar, Costambar, Cafemba), la ruta P-B ( Padre granero, Bello Costero), la ruta S-M (San Marcos) y la ruta P-N (Padre las casas, los Núñez)
Dentro de las rutas interurbanas están: Puerto Plata-Sosúa, Puerto Plata-Muñoz, Puerto Plata-Maimón, Puerto Plata-Guananico, Puerto Plata-Navarrete, Puerto Plata-Imbert.

### Minibuses
Existen dos rutas de minibuses, urbana e interurbana. En las rutas urbanas tenemos: la ruta A, B, C y F. Estos minibuses recorren toda la ciudad en sentido oeste-este y es el medio de transporte más utilizado en la ciudad.
En la ruta interurbana tenemos: ruta Puerto Plata-Yásica-Río San Juan.

### Autobuses
Estos autobuses pertenecen a rutas interurbanas y a menudo son muy frecuentados por los puertoplateños. A este medio de transporte pertenecen las compañías de: Caribe Tours, Metro Tours y Javillar Tours. Ya que van a distintas partes del país permitiendo a los puertoplateños transportarse por todo país.

## Educación
En Puerto Plata hay centros educativos públicos y privados, así como universidades reconocidas en el país.

#### Centros educativos privados
- Colegio Santa Rosa de Lima, perteneciente a la extensión de la Pontificia Universidad Católica Madre y Maestra
- O&M Hostos School
- Alic New World School
- Colegio San José
- Colegio San Felipe
- Colegio Cristiano Oasis
- Colegio Mary Lithgow
- Colegio Costambar
- Colegio Salomé Ureña
- Colegio Bautista el Maestro
- Colegio Hermanas Pierret
- Centro Educativo Bautista
- Colegio William Towler
- Escuela Casa Albergue de Martina
- Escuela Luisa Ortea

- Colegio Carlos María Hernández
- Colegio Utesiano de Estudios Integrados (CUEI)
- Colegio Adventista Eligio Contreras

#### Centros educativos públicos
- Politécnico Rommel Cruz de León
- Escuela Primaria Prof. Juan Bosch
- Liceo secundario nivel medio Antera Mota
- Escuela Básica Los Rieles 2
- Escuela Básica Juana Caraballo
- Escuela Básica Matilde Maria Dolen
- Escuela Básica María Concepción Gómez Matos
- Escuela Básica San Antonio Maria Claret
- Liceo Secundario Prof. Javier Martínez Arias
- Liceo Eduardo Brito
- Politécnico Gregorio Urbano Gilbert
- Centro Educativo Bethel
- Escuela Básica José Francisco Peña Gómez
- Liceo José Dubeau

#### Universidades
- Universidad Autónoma de Santo Domingo
- Universidad Tecnológica de Santiago
- Universidad Dominicana O&M

## Deporte
A nivel profesional: En la actualidad la ciudad cuenta con un equipo de fútbol profesional llamado Atlántico FC el cual es uno de los clubes más exitosos de la liga dominicana de fútbol llegando a 2 finales y conquistando un título de liga en el año 2017, también la ciudad es sede de importantes clubes de baloncesto como los Marineros de Puerto plata.
Deportes principales:
1- Baloncesto. Los jugadores de la NBA Al Horford y Chris Duarte son nativos de la ciudad.
2- Ciclismo
3- Fútbol
4- Baseball
5- Balonmano
6- Deportes acuáticos
7- senderismo
Principales centros deportivos:
-Estadio de fútbol Leonel Plácido
-Techado de baloncesto Fabio Rafael González
-Estadio de baseball José Briceño
-Polideportivo Gregorio Luperón

## Patrimonio material

### Arquitectura civil
A partir del 1857, se inicia en Puerto Plata el Estilo victoriano proveniente de Inglaterra, llamado así en recuerdo de la Reina Victoria, regente de esa época. Este estilo se extendió a casi todo el mundo y era considerado lo más moderno. 
Su característica fundamental en la construcción de vivienda fue el trabajo artístico en madera.  El surgimiento y desarrollo de esa nueva modalidad en el arte de construcción fue lo que dio inicio a las edificaciones de las casas victorianas de la década de los 1870s, creando un estilo único en la ciudad, el cual se le conoce hoy como Arquitectura Victoriana de Puerto Plata.

#### Faro de La Puntilla
Construido durante el gobierno del general Gregorio Luperón y a iniciativa del prócer puertoplateño para servir de guía de los barcos que hacían travesía del Atlántico y que tenían como destino el puerto de la ciudad. El faro fue diseñado con superpuertas, columnas clásicas y estriadas a la manera dórico-romana, según la descripción del Dr. José Augusto Puig Ortiz y Robert S. Gamble, en su ensayo Histórico Arquitectónico de Puerto Plata. Tiene una base sólida de mampostería y se eleva a 137 pies sobre el nivel del mar. En el año 2000 vistosidad del tiempo de sus orígenes.

#### Plaza Independencia (Parque Central)
Es uno de los lugares de mayor atracción y de mayor proyección de Puerto Plata. Se tiene como uno de los símbolos más preciados de "Ciudad Plateada". Fue uno de los regalos a su pueblo del General Luperón durante el gobierno que encabezó en 1879. 
La plaza está localizada en el mismo centro de la ciudad. Está rodeada de edificaciones muy hermosas y antiguas como el Ayuntamiento, la iglesia católica, el Club de Comercio, las Casas de las Mellizas, el Bambú y la Casa del italiano. En su centro tiene una glorieta y un quiosco que fue construido a fines del siglo XIX y representa la elegancia de la arquitectura victoriana; su estructura está conformada de dos plantas de forma octogonal, con una galería doble y corrida compuesta de arcos moriscos.
Esta plaza fue uno de los primeros lugares recreativos del país. Se sembraron árboles y se hicieron jardines en su parque central, y se edificó una plataforma en la que continuamente se han ofrecido conciertos que han atraído a la población, como los conciertos de la Banda Musical Municipal, para que las actuales generaciones tengan una idea de la música que se escuchaba en épocas pasadas.
En el año 2008 el parque fue cerrado al público para su remodelación, reparándolo completamente y devolviéndole su diseño original. Algunos meses después fue abierto e inaugurado nuevamente.

### Arquitectura religiosa

#### Catedral de San Felipe Apóstol
En 1996 la iglesia fue convertida en catedral al ser elevada a la categoría de diócesis. Su fundación data de 1502, pero no fue hasta 1870, con el trabajo del presbítero Pedro Tomás de Mena y Portes, cuando comenzó a construirse el templo. Al concluirse en 1879, tenía una hermosa fachada, adornada con madera importada y un vistoso forraje de zinc. En 1863 el templo fue destruido por las llamas del llamado “Incendio Patriótico” que provocaron intencionalmente los restauradores. El templo que hoy existe fue construido por Tancredo Aybar Castellanos por mandato de Trujillo en el año 1946.
Parroquias del municipio
El municipio de San Felipe de Puerto Plata, también está dividida en doce parroquias católicas dependientes de la Diócesis de Puerto Plata, la cual tiene su sede en la Catedral San Felipe Apóstol, ubicada en el centro de la ciudad, la cual es la parroquia madre de todas la iglesias de la diócesis,  dichas parroquias son:
- Parroquia Nuestra Señora del Perpetuo Socorro, ubicada en el Ensanche Miramar.
- Parroquia Nuestra Señora de la Altagracia, ubicada en la Urb. Gregorio Luperón, sector Conani.
- Parroquia Jesús Nazareno, ubicada en el Barrio Villa Progreso.
- Parroquia San Antonio María Claret, ubicada en el Barrio Padre las Casas.
- Parroquia San Martín de Porres, ubicada en el Ensanche Dubocq.
- Parroquia San Marcos Evangelista, ubicada en la Sección de San Marcos Abajo.
- Parroquia Santa Rosa de Lima, ubicada en la Urb. Torre Alta.
- Parroquia Jesucristo Rey del Universo, ubicada en el Barrio Cristo Rey.
- Parroquia San José Esposo de la Virgen María, ubicada en el Barrio Padre Granero.
- Parroquia San Antonio de Padua, ubicada en el Distrito Municipal de Yásica Arriba.
- Parroquia Nuestra Señora de la Medalla Milagrosa, ubicada en el Distrito Municipal de Maimón.

## Ciudades hermanadas
- Altamira, México
- La Habana, Cuba
- Rochester, Nueva York, Estados Unidos
- San Juan, Puerto Rico
- Seúl, Corea del Sur
- Shanghái, República Popular China
- Toronto, Canadá
- Valera, Venezuela
- Valera, Brasil
- Valera, República Dominicana